# Teekleid

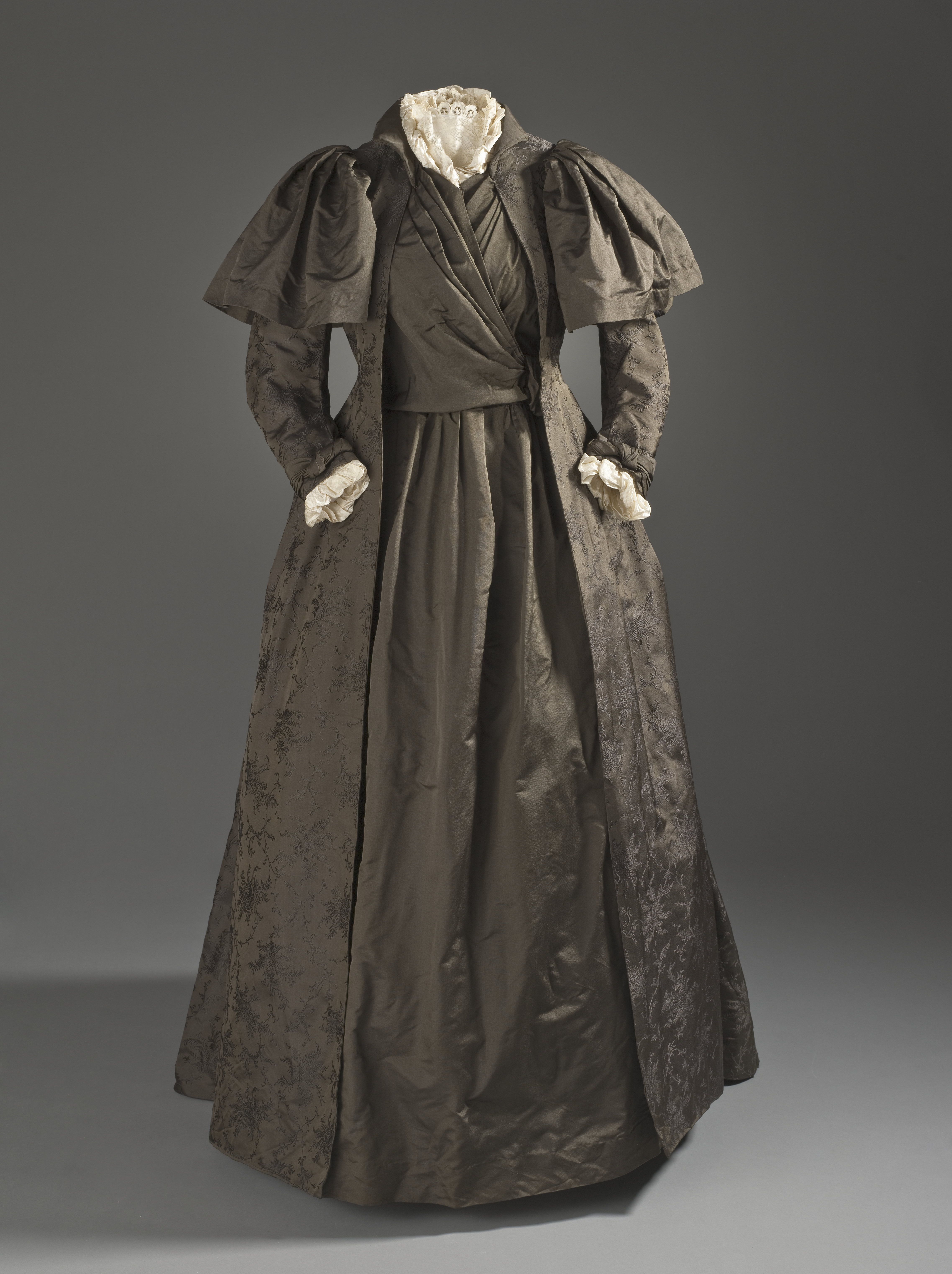
Teekleid um 1887. Los Angeles County Museum of Art, M.2007.211.901.

Ein Teekleid (englisch tea gown) ist ein langes und weit geschnittenes Kleid. Dieser Kleidertyp entstand in England im späten 19. Jahrhundert und wurde dort am Nachmittag im privaten Umfeld als Hauskleid getragen.
Frühe Teekleider waren von der asiatischen Kleidung im Zuge des Japonismus beeinflusst. Ein weiterer Einfluss war die englische Aesthetic-Dress-Bewegung. Diese Bewegung setzte sich für einfachere, lockere Kleidung ein, die sich von der damals üblichen einengenden Kleidung unterschied. 
Im Gegensatz zu damaligen Festkleidern wurden Teekleider meist ohne Korsett getragen. Sie waren damit deutlich bequemer und angenehmer zu tragen. Teekleider hatten weite Hängeärmel und waren oft mit Spitzen, Rüschen oder Borten besetzt. 